# Юсы
Ю́сы — буквы старославянских азбук, кириллицы и глаголицы, обозначавшие древнеславянские носовые гласные, впоследствии (в X веке) утратившие назализацию в большинстве славянских языков.
Предположительно, оба кириллических юса происходят либо из особого начертания греческой буквы альфа Ѧ, встречающейся в христианских надписях IX—XI веков, либо, по другой версии, из глаголического малого юса, повёрнутого на 90° по часовой стрелке. Возможно также, что эта буква была заимствована из старобулгарского алфавита, где присутствует знак, подобный Ѧ.

## Юс малый
Юс малый (Ѧ ѧ) обозначал носовой гласный [ɛ̃]. Начертание в кириллице — , в глаголице — . Со временем в восточнославянских языках этот звук перешёл в [a] после смягчённого согласного, обозначаемый на письме буквой Я: пѧть «пять». Современная буква Я произошла от курсивной формы малого юса XVII века и была закреплена введением гражданского шрифта в 1708 г.
В современном церковнославянском языке русского извода малый юс и йотированное А (Ꙗ) по произношению не различаются: оба знака соответствуют русской Я. В некоторых учебных азбуках юс и Ꙗ даже печатали рядом, как если бы это были варианты одной и той же буквы. Правила церковнославянской орфографии требуют использования буквы Ꙗ в начале слов, юса же — в середине и в конце, за следующими двумя исключениями:
- личное местоимение я (= «их», 3-е лицо вин. пад. множ. и двойств. числа) пишется через юс (но относительное местоимение яже («которая, которые, которых») — через Ꙗ);
- слово языкъ и производные от него пишутся различно в зависимости от смысла: через малый юс пишутся орган речи и средство общения, народ же («нашествие галлов и с ними двунадесяти язык») — через Ꙗ.

Изображаемый малым юсом носовой звук славянского языка в польском языке не перешёл в «я» и ему соответствуют буквы Ę и Ą после мягких согласных (пол. pięć, piąty, рус. пять, пятый < праслав. *рętь, *pętъ). Носовое произношение сохраняется, за исключением ę в некоторых позициях (например, когда ę стоит в конце слова).

## Юс большой
Юс большой (Ѫ, ѫ) обозначал носовой гласный [ɔ̃]. Начертание в кириллице — , в глаголице — . В русском языке с X—XI веков совпал в произношении с [у]: рѫка «рука». С середины XII века исчез из русского письма (был заменён буквой У), под южнославянским влиянием вернулся в XV веке, в XVII веке исчез окончательно.
В болгарском алфавите большой юс (голям юс, голяма носовка, широко ъ) существовал до реформы 1945 года, хотя гласный к этому времени давно перестал быть носовым и совпал по звучанию с Ъ. В польском алфавите большому юсу соответствуют буквы Ę и Ą после твёрдых согласных (пол. ręce, rąk, рус. ру́ки, рук < праслав. *rǫka; пол. pąć, рус. путь < праслав. *pǫtь), причём носовое произношение сохраняется.
В церковнославянской письменности юс большой встречается только в особой таблице — ключе границ Пасхалии, отмечая те годы, когда празднование Пасхи приходится на 24 апреля (ст. ст.).

## Йотированные юсы
В кириллице и глаголице существовали также лигатуры для обозначения йотированных юсов: малого Ѩ ѩ (кириллица — , глаголица — ) и большого Ѭ ѭ (кириллица — , глаголица — ).
Йотированный большой юс использовался в болгарской письменности до 1910-х годов, причём его i-образная левая часть иногда снабжалась такой же точкой, что и буква і.

## Закрытые и смешанные юсы

Закрытый малый юс

В памятниках югославского и болгарского письма XI—XII веков также встречаются особые закрытые юсы. Ꙙ (и его редкий йотированный вариант Ꙝ) обычно использовался на месте малого или малого йотированного юсов. За исключением отдельных случаев, русским памятникам эти буквы почти неизвестны. Смешанный юс Ꙛ встречается в среднеболгарских текстах в говорах, объединяющих Ѧ и Ѫ.

## Числовое значение
Обычно считается, что юсы числового значения ни в кириллице, ни в глаголице не имеют, хотя малый юс иногда использовался для обозначения числа 900 — по той причине, что он несколько походит на архаическую (не входящую в классический греческий алфавит) древнегреческую букву сампи, имеющую то же числовое значение.

## Альтернативная терминология
В церковнославянской азбуке малый юс могут называть просто «юс» (так как другие юсы не используются) или даже «я».
В литературе по филологии, палеографии и т. п. иногда для краткости вместо словосочетания «малый юс» используют условное написание «ѧс» (аналогичным образом вместо «большой юс» — «ѫс» и т. п.).
В некоторых хорватских источниках словом юс (jus) называют букву Ю, тогда как «настоящие» юсы именуются эн (en; малый), ен (jen; малый йотированный), он (on; большой) и ён (jon; большой йотированный).